# Музыкальный слух
Музыка́льный слу́х — совокупность способностей человека, позволяющих ему полноценно воспринимать музыку и адекватно оценивать те или иные её достоинства и недостатки; наиболее важное профессиональное качество, необходимое для успешной творческой деятельности в сфере музыкального искусства; хорошо развитым музыкальным слухом должны обладать все профессиональные композиторы, музыканты-исполнители, звукорежиссёры, музыковеды.

## Природа музыкального слуха
Музыкальный слух диалектически связан с общей музыкальной одарённостью человека, выражающейся в высокой степени его эмоциональной восприимчивости к музыкальным образам, в силе и яркости вызванных этими образами художественных впечатлений, смысловых ассоциаций и психологических переживаний.
Музыкальный слух предполагает тонкую психофизиологическую чувствительность и выраженную психоэмоциональную отзывчивость как по отношению к различным характеристикам и качествам дискретных музыкальных звуков (их высоте, громкости, тембру, нюансировке и т. д.), так и к различным функциональным связям между отдельными звуками в целостном контексте того или иного музыкального произведения.
Различные аспекты, свойства и проявления музыкального слуха изучаются такими специализированными научными дисциплинами как музыкальная психология, музыкальная акустика, психоакустика, психофизиология слуха, нейропсихология восприятия.

## Разновидности музыкального слуха
Среди многочисленных разновидностей музыкального слуха, выделяемых по тем или иным признакам, следует отметить следующие:
- абсолютный слух — способность точно помнить высоту звука, позволяющая человеку определить и назвать любую услышанную ноту без предварительного прослушивания заранее известных нот; психофизиологическим базисом абсолютного слуха является особый вид долговременной памяти на частоту звука; возможность определять ноты после прослушивания «эталонного» звука появляется у всех музыкантов и сохраняется некоторое время, продолжительность которого зависит от тренированности, но лишь люди с врождённым абсолютным слухом обладают этой способностью постоянно; вопреки расхожему мнению, абсолютный слух не приносит значительных музыкальных преимуществ; по статистике, абсолютным слухом в Европе обладает один человек из примерно десяти тысяч, а среди профессиональных музыкантов абсолютный слух встречается приблизительно у одного из нескольких десятков[1];
- относительный, или интервальный, слух — способность определять звуковысотные соотношения, то есть расстояния между нотами в мелодии, гармонических интервалах и аккордах. Относительный слух наиболее важен для музыкальной деятельности, его развитие (в отличие от выработки абсолютного слуха) входит в обязательную программу профессиональной подготовки музыканта[1];
- внутренний слух — способность к ясному мысленному представлению (чаще всего — по нотной записи или по памяти) отдельных звуков определённого тембра, мелодических и гармонических построений, а также целых музыкальных произведений; этот вид слуха связан со способностью человека слышать и переживать музыку «про себя», без внешних источников звука;
- мелодический слух — обеспечивает целостное восприятие всей мелодии или музыкальной фразы, а не только её отдельных нот и звуковых интервалов;
- гармонический слух — способность целостно воспринимать сочетания одновременно звучащих нот (гармонических интервалов, аккордов), а также воспроизводить одновременно прозвучавшие ноты по одной (арпеджировать) — голосом, или на каком-либо музыкальном инструменте;
- ладовый слух — способность воспринимать и различать музыкальные лады и ладово-тональные функции (характеризующиеся такими понятиями, как «устойчивость», «неустойчивость», «напряжение», «разрешение», «разрядка») каждой ноты в контексте музыкальной композиции;
- полифонический слух — способность воспринимать в общей звуковой ткани музыкального произведения одновременное движение двух и более отдельных голосов;
- интонационный слух[2] — способность воспринимать экспрессию (выразительность) музыки, её эмоционально–смысловые аспекты;
- ритмический слух — способность воспринимать эмоциональную выразительность музыкального ритма, точно его воспроизводить;
- тембральный (или тембровый) слух — способность ощущать и различать тембральную окраску звуков разных музыкальных инструментов и разных певческих голосов;
- фактурный слух — способность воспринимать нюансы отделочной фактуры музыкального произведения;
- архитектонический слух — способность улавливать различные закономерности строения музыкальной формы произведения на всех её уровнях.

## Развитие музыкального слуха
Самым непосредственным образом развитием музыкального слуха занимается специальная музыкально-педагогическая дисциплина — сольфеджио. Однако наиболее эффективно музыкальный слух развивается в процессе активной и разносторонней музыкальной деятельности. Например, ритмический слух целесообразно развивать в том числе и посредством специальных движений, дыхательных упражнений и танца.
Развитие музыкального слуха у детей имеет очень важное эстетическо-воспитательное значение. Но в ряде случаев большого желания заниматься развитием своего музыкального слуха по специальным учебным программам не проявляют даже дети с хорошими музыкальными способностями. Задача родителей и педагогов в таких случаях — предоставить музыкально одарённым детям соответствующие условия и возможности для развития их музыкального слуха в каком-то более свободном режиме и в какой-то более непринуждённой творческой атмосфере.
В настоящее время имеется много программ для компьютера и мобильных устройств, которые предназначены для самостоятельных занятий по развитию музыкального слуха.